# Nome de Seth

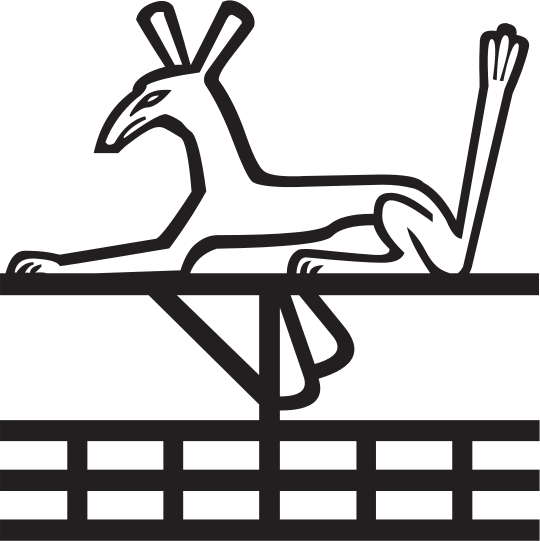
Hiéroglyphe symbole du Nome.

Le nome de Seth (ḥnn) est l'un des 42 nomes (division administrative) de l'Égypte antique. C'est l'un des vingt-deux nomes de la Haute-Égypte et il porte le numéro onze.

## Géographie
Ce nome faisait moins de 21 km de long selon la liste des nomes de Sésostris Ier. Le nome était situé sur la rive occidentale du Nil, en face du nome de la Vipère de montagne (12e), avec au nord le nome supérieur du Sycomore (13e) et au sud le nome du Cobra (10e),.

## Histoire
Le nome a été habité tout au long de l'histoire égyptienne. Cependant, la nécropole de Deir Rifeh (en), associée à la ville d'Hypselis non découverte (probablement la ville moderne de Shouteb), n'est utilisée qu'à partir de la Première Période intermédiaire, sous les IXe/Xe dynasties héracléopolitaines. Le nome avec le XIIIe nome voisin étaient alors fidèles aux rois héracléopolitains. Un important site Medjaÿ était d'ailleurs implanté un peu au sud de Deir Rifeh à partir de la Première Période intermédiaire, probablement dû au fait que la frontière entre les royaumes héracléopolitain et thébain était située relativement proche. Par la suite, au cours du Moyen Empire, la ville d'Hyselis comme un développement significatif : les grandes tombes des nomarques (Nakhtânkhou fils de Satyam ; Néferkhnoum ; Khnoumhotep) d'alors ont été découvertes à Deir Rifeh. Le cimetière continua d'être utilisé jusqu'à la fin de l'histoire égyptienne, et particulièrement pendant la XVIIIe dynastie.
Il est à noter que, dans la liste des nomes de Sésostris Ier, la ville nommée pour le nome de Seth est Miqer ; cette ville n'a cependant pas été localisée.

## Divinités locales

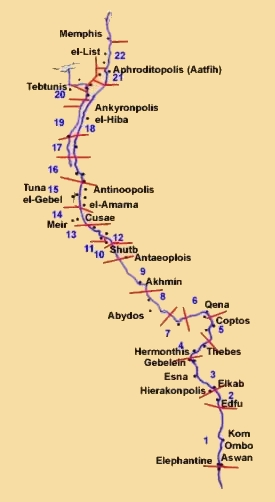
Les nomes de Haute-Égypte

Selon la liste des nomes de Sésostris Ier, les principaux dieux du nome sont Seth et Horus, le premier dieu ayant d'ailleurs donné son nom au nome. Un autre dieu était très vénéré dans la ville d'Hypselis : le dieu Khnoum, portant l'épithète de Seigneur de « Shas-hotep » (Shas-hotep étant le nom égyptien d'Hypsélis)..

## Lieux principaux
- Hypselis (s̆ȝs-ḥtp en ancien égyptien [5])
  - Deir Rifeh (en) (nécropole)
- Miqer (Mjqr en ancien égyptien [5])